# Lac East (Californie)
Pour les articles homonymes, voir Lac East.
Le lac East (en anglais : East Lake) est un lac américain dans le comté de Lassen, en Californie. Il est situé à 2 166 mètres d'altitude au sein de la Lassen Volcanic Wilderness, dans le parc national volcanique de Lassen.